# Saint-Louis (Saskatchewan)
Pour les articles homonymes, voir Saint-Louis.
La ville de Saint-Louis est située dans la province de la Saskatchewan, elle fait partie de la municipalité rurale de Saint-Louis N°431.
La cité de Saint-Louis est située au Nord de la ville de Batoche et au Sud de la ville de Prince Albert (Saskatchewan).
La ville de Saint-Louis fut fondée par les colons métis et canadiens-français qui s'établirent dans ce territoire autour de la rivière Saskatchewan Sud. 
Elle constitue avec les villes de Batoche, Saint-Laurent de Grandin, Domremy, Hoey et Saint Isidore de Bellevue la municipalité rurale de Saint-Louis N°431 peuplée majoritairement de francophones Fransaskois.

## Personnalités
- John B. Boucher (1938-2010), chef métis canadien décédé à Saint-Louis.

## Démographie
| 2001 | 2006 | 2011 | 2016 |
| ---- | ---- | ---- | ---- |
| 474  | 431  | 449  | 415  |